# 第4回東京優駿大競走
第4回東京優駿大競走（だい4かいとうきょうゆうしゅんだいきょうそう）は、1935年4月29日に東京競馬場で施行された競馬の競走である。関西の牝馬クレオパトラトマスが有力視されたなか、井川為男騎乗の2番人気ガヴアナーが3戦無敗かつ東京競馬場のレコードタイムで優勝した。

## レース施行時の状況
1935年のダービー戦線で最も注目されたのは、下総御料牧場が輸入した関西の牝馬クレオパトラトマスであった。クレオパトラトマスは古馬混合の帝室御賞典も制して無敗の3連勝で東京優駿に臨み、圧倒的な1番人気の支持を集めた。第2回東京優駿大競走の勝ち馬カブトヤマの全弟にあたる良血馬ガヴアナーは、無敗の2連勝で東京優駿に臨み、調教の好内容も注目されて2番人気となった。そのほか、ミラクルユートピアの半弟ハッピーユートピアが有望な1頭とされた。素質馬アカイシダケは仕上がりから人気を後退させていた。
同競走には騎手賞が新たに設けられ、優勝騎手には銀杯が贈呈されるようになった。

## 出走馬と枠順
- 1935年4月29日
- 天気：雨、馬場状態：不良

| 馬番 | 人気 | 競走馬名           | 性齢 | 騎手       | 調教師     |
| ---- | ---- | ------------------ | ---- | ---------- | ---------- |
| 1    | 5    | クラツクトツプ     | 牡3  | 渡辺正     | 中村一雄   |
| 2    | 8    | ホウカツミンドアー | 牝3  | 稗田十七二 | 稗田虎伊   |
| 3    | 3    | ハツピーユートピア | 牡3  | 田中和一郎 | 田中和一郎 |
| 4    | 7    | ナニワゼンシヨウ   | 牡3  | 大久保亀治 | 大久保亀治 |
| 5    | 9    | タマナギ           | 牝3  | 古賀嘉蔵   | 尾形景造   |
| 6    | 1    | クレオパトラトマス | 牝3  | 伊藤勝吉   | 伊藤勝吉   |
| 7    | 11   | フソウ             | 牡3  | 稲葉秀男   | 稲葉秀男   |
| 8    | 6    | チカラ             | 牡3  | 函館孫作   | 友村哲二   |
| 9    | 4    | アカイシダケ       | 牡3  | 尾形景造   | 尾形景造   |
| 10   | 2    | ガヴアナー         | 牡3  | 井川為男   | 布施季三   |
| 11   | 10   | プレジユア         | 牡3  | 仲住達弥   | 仲住達弥   |

## 当日の競馬場模様
雨天のなか、不良馬場での施行となった。東京優駿は施行以来4回連続で道悪の馬場となった。

## 競走結果
発馬で出負けしたクレオパトラトマスが1コーナーあたりで巻き返して先頭に立ってハイペースで先導し、これに4馬身近く離れたところでガヴアナー、アカイシダケが続いた。3コーナー付近でクレオパトラトマスの手応えが怪しくなると、これを付けていたガヴアナーおよびアカイシダケ2頭が進出し、直線では両馬の一騎打ちとなった。最後は、坂を上って良く伸びたガヴアナーがアカイシダケに6馬身差を付けて優勝。1番人気クレオパトラトマスは9着に終わった。
勝ち時計の2分42秒+1⁄5は、ガヴアナーの全兄カブトヤマが目黒競馬場で記録したレースレコードには及ばなかったものの、前年の第3回東京優駿大競走の記録を約3秒上回る、東京競馬場におけるレコードであった。

### 競走着順
| 着順 | 競走馬名           | タイム      | 着差 |
| ---- | ------------------ | ----------- | ---- |
| 1    | ガヴアナー         | 2分42秒+1⁄5 |      |
| 2    | アカイシダケ       |             | 6    |
| 3    | ホウカツミンドアー |             | 4    |
| 4    | フソウ             |             |      |
| 5    | クラツクトツプ     |             |      |
| 6    | ハツピーユートピア |             |      |
| 7    | ナニワゼンシヨウ   |             |      |
| 8    | タマナギ           |             |      |
| 9    | クレオパトラトマス |             |      |
| 10   | チカラ             |             |      |
| 11   | プレジユア         |             |      |